# Ausbildungsbetrieb
Ausbildungsbetrieb ist eine umgangssprachlich in Deutschland verwendete Bezeichnung für 
- ein Unternehmen, das Ausbildender im Sinne des Berufsbildungsgesetzes ist
- die Ausbildungsstätte des Ausbildenden, den Ort, an dem neben der Berufsschule die Ausbildung durchgeführt wird

Die persönliche Eignung des Ausbildenden (Ausbilder-Eignungsverordnung) und die Eignung der Ausbildungsstätte nach Art und Einrichtung ist Voraussetzung zum Ausbilden und wird von den zuständigen Stellen, in der Regel den Handwerkskammern und den Industrie- und Handelskammern, überwacht.
In Österreich und der Schweiz spricht man vom Lehrbetrieb.